# Baderna
La baderna o treccia, è un intreccio di fili, di un unico oppure di diversi materiali.
Serve in sostituzione alle tenute meccaniche o come guarnizione ed è molto usata nei premistoppa.

## Composizione
Anticamente, la baderna era costituita da trecce o trefoli di canapa, imbevuti di grasso per garantirne la tenuta stagna e la resistenza alla frizione.
Oggi, invece, i materiali più diffusi con cui è fatta la baderna sono: teflon (o PTFE), kevlar e grafite.
Le baderne vengono usate in base al materiale o ai materiali di cui è composta.
Più precisamente, in base alle temperature T a cui deve resistere, alla pressione p che può sopportare, al pH dei fluidi con cui viene a contatto o (trattandosi di una guarnizione dinamica) della velocità v dell'albero su cui viene calettata.
La velocità di cui si tiene conto è la velocità periferica vp. In breve si sceglie in base alla resistenza chimica (pH) e alla resistenza meccanica (T, p, v). 
La baderna è composta da tre elementi: una fibra, un legante ed un lubrificante.